# Yoon Jong-gyu
Yoon Jong-gyu (en coreano: 윤종규; Pohang, Gyeongsang del Norte, 20 de marzo de 1998) es un futbolista surcoreano. Juega de defensa y su equipo actual es el Ulsan HD FC de la K League 1. Fue internacional absoluto por la selección de Corea del Sur.

## Trayectoria
Sin paso universitario, en 2017 fichó por el FC Seoul.

## Selección nacional
Fue internacional en categorías inferiores con Corea del Sur y disputó la Copa Mundial de Fútbol Sub-17 de 2015, la Copa Mundial de Fútbol Sub-20 de 2017 y el Campeonato Sub-23 de la AFC 2020.
Debutó por la selección de Corea del Sur el 17 de noviembre de 2020 ante Catar por un encuentros amistoso.
Formó parte del plantel que ganó el Campeonato de Fútbol de Asia Oriental de 2022.
En noviembre de 2022 fue incluido en el plantel de la Copa Mundial de Fútbol de 2022.

### Participaciones en categorías inferiores
| Copa                                  | Sede          | Resultado        |
| ------------------------------------- | ------------- | ---------------- |
| Copa Mundial de Fútbol Sub-17 de 2015 | Chile         | Octavos de final |
| Copa Mundial de Fútbol Sub-20 de 2017 | Corea del Sur | Octavos de final |
| Campeonato Sub-23 de la AFC 2020      | Tailandia     | Campeón          |

### Participaciones en copas continentales
| Copa                                          | Sede  | Resultado |
| --------------------------------------------- | ----- | --------- |
| Campeonato de Fútbol de Asia Oriental de 2022 | Japón | Campeón   |

### Participaciones en Copas del Mundo
| Mundial                        | Sede  | Resultado        | Partidos | Goles |
| ------------------------------ | ----- | ---------------- | -------- | ----- |
| Copa Mundial de Fútbol de 2022 | Catar | Octavos de final | 0        | 0     |

## Clubes
| Club                              | País          | Año           |
| --------------------------------- | ------------- | ------------- |
| FC Seoul                          | Corea del Sur | 2017-2024     |
| Gyeongnam FC (cedido)             | Corea del Sur | 2017          |
| Gimcheon Sangmu (cedido, militar) | Corea del Sur | 2023-2024     |
| Ulsan HD FC                       | Corea del Sur | 2025-presente |

## Palmarés

### Títulos nacionales
| Título     | Club         | País          | Año  |
| ---------- | ------------ | ------------- | ---- |
| K League 2 | Gyeongnam FC | Corea del Sur | 2017 |

### Títulos internacionales
| Título                                | Equipo                     | Sede  | Año  |
| ------------------------------------- | -------------------------- | ----- | ---- |
| Campeonato de Fútbol de Asia Oriental | Selección de Corea del Sur | Japón | 2022 |